# Waimate North
La ville de Waimate North   est une petite localité de la région du Northland, située dans l’Île du Nord de la Nouvelle-Zélande.

## Situation
Elle est localisée entre la ville de Kerikeri  et le lac Omapere, à l’ouest de la Baie des îles.

## Histoire
Le pa d’Okuratope était situé ici et était la résidence du chef Te Hotete (le père de Hongi Hika) du hapu des Ngai Tawake à la fin du XVIIIe siècle et au début du XIXe siècle.
Une crise grave survint ici en 1800, lorsqu'un groupe de guerriers Ngare Raumati de Rawhiti assassina et mangea la femme du chef maori Te Auparo ainsi que leur fille Te Karehu.
Cela conduisit à des actes de représailles qui durèrent deux décennies et aboutit à la défaite totale des Ngare Raumati et la conquête de leurs terres par les Ngapuhi.

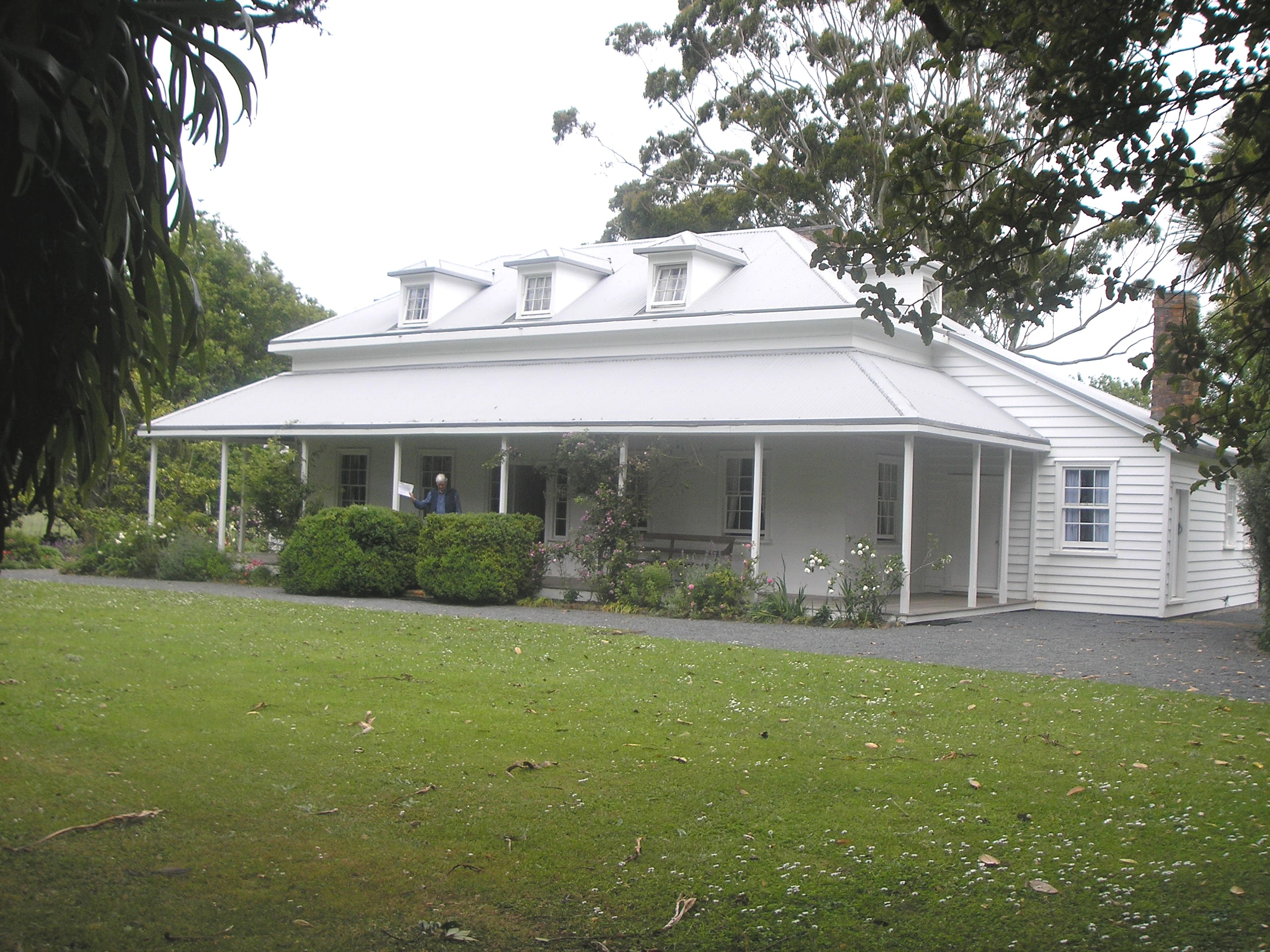
Maison de la mission Te Waimate

La mission de Te Waimate (en) fut la quatrième mission établie en Nouvelle-Zélande et le premier établissement à l'intérieur des terres.
Le premier mariage européen en Nouvelle-Zélande fut célébré le 11 octobre 1831 à l’église St Jean-Baptiste, lorsque William Gilbert Puckey (en) (26 ans), fils du charpentier missionnaire William Puckey, épousa Matilda Elizabeth Davis (17 ans), deuxième fille du révérend missionnaire Richard Davis , .
Durant la Flagstaff War (en) (1845-1846), les combattants tués lors de la bataille de Ohaeawai (en) furent enterrés dans la cour de l’église Saint Jean-Baptiste.
Le bureau de la mission fut utilisé comme quartier général par l’armée britannique, après quoi la mission perdit son soutien parmi les Maoris.
Le bâtiment de la mission s'est progressivement délabré et il fut ensuite mis en vente.
Aujourd'hui, le seul vestige du site est la maison occupée initialement par George Clarke, qui est conservée en tant que musée par le Heritage New Zealand.
L’église actuelle St Jen-Baptiste fut construite en 1871.
L’école chrétienne ferma ses portes en 2005.